# LagosPhoto

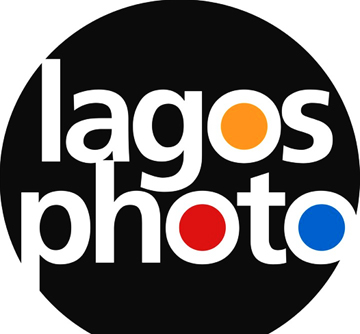
Logo des LagosPhoto Festival

Das LagosPhoto Festival ist das größte internationale Photographiefestival Nigerias. Es zieht in der Hauptstadt Lagos jedes Jahr über 20.000 Besucher an. Gegründet wurde es 2010 von Azu Nwagbogu als Vertreter der Organisation African Artists' Foundation (AAF), das Festival soll ein Forum für aufstrebende und etablierte Fotografen aus Afrika und der ganzen Welt sein. Azu Nwagbogu kuratierte mit Ausnahme eines Jahres die Veranstaltungen von 2010 bis 2022, zeitweise an der Seite von Gastkuratoren.
Das jeweils einmonatige Festival, das den afrikanischen Kontinent sowohl historisch wie zeitgenössisch präsentieren möchte und hierfür jedes Jahr neue thematische Schwerpunkte setzt, findet an verschiedenen Veranstaltungsorten im Innen- und Außenbereich statt und umfasst Ausstellungen, Veranstaltungen, Workshops, Residenzen, Vorträge und digitale Programme. Prominente teilnehmenden Fotografen und Künstler waren bisher unter anderen Nadine Ijewere (Großbritannien), Viviane Sassen (Kenia/Niederlande), Samuel Fosso (Kamerun/Nigeria), Hassan Hajjaj (Marokko), Maimouna Guerresi (Senegal/Italien) und Zanele Muholi (Südafrika).

## Einzelveranstaltungen

### 2010: No Judgement: Africa Under the Prism
Das erste LagosPhoto Festival stand ganz im Zeichen der 50-jährigen Unabhängigkeit Nigerias und wurde neben Azu Nwagbogu von Caline Chagoury und Marc Prüst kuratiert. Eingeladen wurden Fotografen, die in Lagos, Nigeria oder in Afrika gearbeitet hatten. Als Motto wurde „No Judgement: Africa Under the Prism“ vorgegeben.

### 2011: What’s Next Africa? The Hidden Stories
Die zweite Ausgabe präsentierte die verborgenen Geschichten des Kontinents im Gegensatz zu den falsch dargestellten, überrepräsentierten, sensationslüsternen und dramatischen Bildern unter dem Titel "What's Next Africa? The Hidden Stories". Gastkuratoren waren Caline Chagoury, Marc Prüst und Medina Dugger.

### 2012: Seven Days in the Life of Lagos
2012 sollte das Festival die Energie und Lebendigkeit von Lagos einfangen, einer Stadt der extremen Widersprüche, die sich mit der anhaltenden Stadtmigration und der explosionsartigen Entwicklung und Technologie, rasant verändert. Die Fachbetreuung wurde 2012 von Caline Chagoury, Stanley Greene, Medina Dugger und Joseph Gergel unterstützt.

### 2013: The Mega City and the Non-City
Die Ausstellung untersuchte, wie die Entwicklung städtischer Zentren in Afrika und die Fotografie das Ortsgefühl in einer global vernetzten Welt verändert haben. Der Aufstieg von Megastädten im 21. Jahrhundert mit ihrem Wandel in einem noch nie dagewesenen Tempo wurde von den Foto-Künstlern dokumentiert.

### 2014: Staging Reality, Documenting Fiction
2014 war das Thema des Festivals die Auseinandersetzung der zeitgenössischen Fotografie mit Glauben und Wahrheit. Die Künstler befassten sich mit alternativen Vorstellungen von Zukunft und der Konstruktion fiktiver Welten.

### 2015: Designing Futures
Die sechste Ausgabe des LagosPhoto Festivals stand unter dem Motto „Designing Futures“ und befasste sich mit afrikanischem Design. Die Erschaffung von Bildern, Identitäten, Wünschen, Ökologien und Kulturen wurde durch verschiedene Medien erforscht, darunter Werbung, Textilien, Porträts und sowohl sachliche als auch konzeptionelle Fotografie. Auswahl und Präsentation der Künstler und Exponate wurden in diesem Jahr von Cristina de Middel verantwortet.

### 2016: Inherent Risk; Rituals and Performance
Das Thema der siebten Ausgabe, „Inherent Risk; Rituals and Performance“, untersuchte die konstruierten Begriffe von Geschlecht, Bild, Identität, sozialem Handeln und Machtdynamik in der heutigen Gesellschaft. Das Festival präsentierte die Arbeiten von 30 Fotografen aus 17 Ländern.

### 2017: Regimes of Truth
2017 wurde den Künstlern die Aufgabe gestellt, über die vorherrschenden Wahrheits- und Glaubenssysteme nachzudenken und die abnehmende Bedeutung der Suche nach der Realität zu hinterfragen.

### 2018: Time has Gone
In diesem Jahr widmete sich das Festival zeitgenössischen Dialogen, die verschiedene Aspekte der Zeit umfassten. Künstler aus verschiedenen Ecken der Welt diskutierten über den Begriff der Dringlichkeit. Jeder Künstler untersuchte Praktiken des Archivierens, Bewahrens und der Vision einer afrozentrischen Zukunft. 2018 waren Eva Barois de Caeval, Charlotte Langhorst, Wunika Mukan und Valentine Umansky als Gastkuratoren tätig.

### 2019: Passports
„Passports“ war das Thema der 10. Ausgabe des LagosPhoto Festivals und die Frage, wie Freiheit in einer Welt, die von Grenzen bestimmt wird, gelebt werden kann. Künstler verschiedener Nationalitäten waren eingeladen, die Möglichkeiten einer fließenden Welt zu erkunden, in der Nationalität, Geschlecht und historische Ungleichgewichte nachrangig sind. Themen von Sonderprogrammen waren „Fast Forward“, „Portrait of Humanity“ und „Women Through the Lens“. Das Konzept wurde von Charlotte Langhorst und Maria-Pia Bernardoni mitentwickelt.

### 2020: Rapid Response Restitution
2020 konzentrierte sich das Festival auf das Thema „Rapid Response Restitution“ (schnelle Rückgabe) und die Aussicht auf eine dekoloniale „Bürgergeschichte“. Mit Hilfe des demokratischen Mediums Fotografie gründete LagosPhoto ein Home Museum mit über zweihundert präsentierten Fotografen vom afrikanischen Kontinent, aus den USA, Südamerika, China und Europa ein.
Der Start des Aufrufs zum Home Museum im Mai 2020 fiel mit der ersten Welle der Corona-Pandemie zusammen. Da die Mobilität und der Zugang zu Ausstellungen stark beeinträchtigt waren, entstand der Plan, als Erweiterung des Konzepts ein digitales Museum aufzubauen. 2020 waren Clémentine Deliss, Oluwatoyin Sogbesan und Asya Yaghmurian für die Zusammenstellung des Festivals mitverantwortlich.

### 2021: Memory Palace
Das Veranstaltungsmotto beleuchtete die Verbindungen zwischen Mensch und Erinnerung. Es forderte dazu auf, die transformative Fähigkeit von Fotografie und Bildern zu erforschen, visuelle Phantasien zu entwickeln und verblassende und verlorene Erinnerungen wiederherzustellen. Im Rahmen des Programms wurde die Ausstellung Things Fall Apart - Film Stills by Stephen Goldblatt als groß angelegte Installation im öffentlichen Stadtraum präsentiert. Die Fotografien waren 1970 in Nigeria aufgenommen und durch Zufall in einem externen Archiv der Deutschen Kinemathek in Berlin aufgefunden worden. Das Projekt wurde später in Nigeria als eines der zehn kulturellen Highlights des Jahres gefeiert. Sonderprogramme in diesem Jahr waren Ausstellungen mit den Themen „Taurus - Obayomi Anthony“ und „Youths and Protest in Nigeria“. Ein Höhepunkt des Festivals war ein Auftritt des ghanaischen Künstlers Ibrahim Mahama.

### 2022: Remember Me - Liberated Bodies, Charged Objects
Die 13. Auflage des LagosPhoto Festival hatte das Thema „Remember Me - Liberated Bodies, Charged Objects“. Sie hinterfragte die Subjektivität insbesondere kolonialer Archive und ermutigte zur Schaffung nachhaltiger neuer Modelle, die sich sowohl an den Erfahrungen der Vergangenheit als auch an der Gegenwart orientieren. In diesem Jahr wurde die Zusammenarbeit mit dem Filmarchiv der Moderne in Berlin fortgesetzt und die Ausstellung „Respectful Gaze“, die Werke aus dem Nachlass von Nina Fischer-Stephan als groß angelegte Installation auf dem Tinubu-Platz präsentierte. Das Projekt wurde entwickelt in Zusammenarbeit des  Iwalewahauses und von Wissenschaftlern des Exzellenzclusters Africa Multiple der Universität Bayreuth und der University of Lagos (Unilag). Der Kurzdokumentarfilm Nina Fischer-Stephan's Respectful Gaze von Mallam Mudi Yahaya wurde beim African Film Festival in New York uraufgeführt und wurde in der Folge auf der Multimedia-Seite des britischen Journal of African Cultural Studies veröffentlicht. 2022 war Azu Nwagbogu letztmalig als Kurator für das Festival verantwortlich.

### 2023: Ground State - Fellowship within the Uncanny
Das Thema „Ground State - Fellowship within the Uncanny“ [Grundzustand - Gemeinschaft im Unheimlichen] beschäftigt sich mit der Frage, wie rätselhaften Geschichten aus dem kollektiven Gedächtnis, die für unser Überleben wichtig sein können, wiederbelebt, repariert und wiederhergestellt werden können. Die Themen der Sonderprogramme waren „Ground to Remember by the Photographic Collective“, „Listening to the Deepness by Como ser Fotografa“ und „Regarding the Pain of Others“. Das Festival wurde erstmals von Peggy Sue Amison kuratiert. 2023 erfolgte auch die Umstellung der LagosPhoto in eine Biennale. Die nächste Veranstaltung soll im November 2025 stattfinden.